# GitKraken
 Axosoft （旧 OnTime  ）製品は、プロジェクト管理・バグトラッキングシステムで、 GitKraken 社が開発した独自のシステムである。
このシステムはホスティングやオンプレミスのソフトウェアとして利用可能。プロジェクトマネージャ並びに開発者は、スクラム計画ボードを通して、システム内の各タスク、要件、欠陥、インシデントを個別のファイリングカードとして確認できる。 AxosoftはWebアプリケーションとして動作し、Microsoft Visual StudioとTortoiseSVNと統合可能である。
Axosoftは2000年8月1日にHamid Shojaeeによって設立され、アリゾナ州スコッツデールに本社を構えている。2021年からは GitKraken となっている。
2010年11月、Axosoft OnTimeは、Microsoft Visual Studio Magazine 2010 Readers Choice Awardのコラボレーション、プロジェクト管理、アジャイルソリューション部門に選出された。